# Airbus A340
El Airbus A340 es un avión comercial de reacción, cuatrimotor, de largo alcance y fuselaje ancho. Desarrollado por Airbus Industries, un consorcio de compañías aeroespaciales europeas, el A340 fue ensamblado en Toulouse, Francia. Tiene capacidad para hasta 375 pasajeros en las versiones estándar y hasta 440 en la serie 600, que es la más larga. Dependiendo del modelo, tiene un alcance de entre 12 400 y 17 000 km. Es similar en el diseño al bimotor A330, con el que fue diseñado simultáneamente. El A340 cesó su producción en octubre de 2011 debido a su baja demanda.
Airbus fabricó el A340 en cuatro longitudes de fuselaje distintas. La versión inicial, A340-300, que entró en servicio en 1993, mide 59,39 m de largo. La versión más corta, la serie 200, fue desarrollada más tarde y las series 500 y 600 fueron creadas como versiones alargadas del −200. El más largo, el A340-600, con sus 75,3 m de largo se convirtió en el avión comercial más largo del mundo hasta la aparición del Boeing 747-8 en 2011. Los dos primeros modelos son propulsados por motores CFM International CFM56-5C, de 151 kN de empuje cada uno, mientras que Rolls-Royce proporcionó en exclusiva los motores de las versiones más pesadas y de mayor alcance -500 y -600, los Rolls-Royce Trent 500 de 267 kN. Las primeras versiones del A340 comparten el fuselaje y las alas del A330, pero los modelos −500/600 al ser más largos también tienen unas alas más grandes.
Los clientes de lanzamiento Lufthansa y Air France pusieron el A340 en servicio en marzo de 1993. A fecha de septiembre de 2011, las aerolíneas habían pedido un total de 379 ejemplares del A340 (sin incluir operadores privados), de los que 375 ya habían sido entregados. La última unidad en ser entregada a una aerolínea fue un A340-642X de la española Iberia, puesto en servicio en julio de 2010 con registro EC-LFS "Ciudad de México"
El modelo más usado es el A340-300, con 218 ejemplares entregados, mientras que Lufthansa es el mayor operador del A340, con 64 aeronaves adquiridas. Este avión se usa en rutas transoceánicas de largo recorrido debido a su inmunidad ante las reglas ETOPS; sin embargo, con la mejora de la fiabilidad de los motores, las aerolíneas están sustituyendo progresivamente el modelo en favor de bimotores de largo alcance más eficientes.
Airbus anunció el 10 de noviembre de 2011, que daba por finalizado el programa del A340 debido a la falta de nuevos pedidos.

## Historia

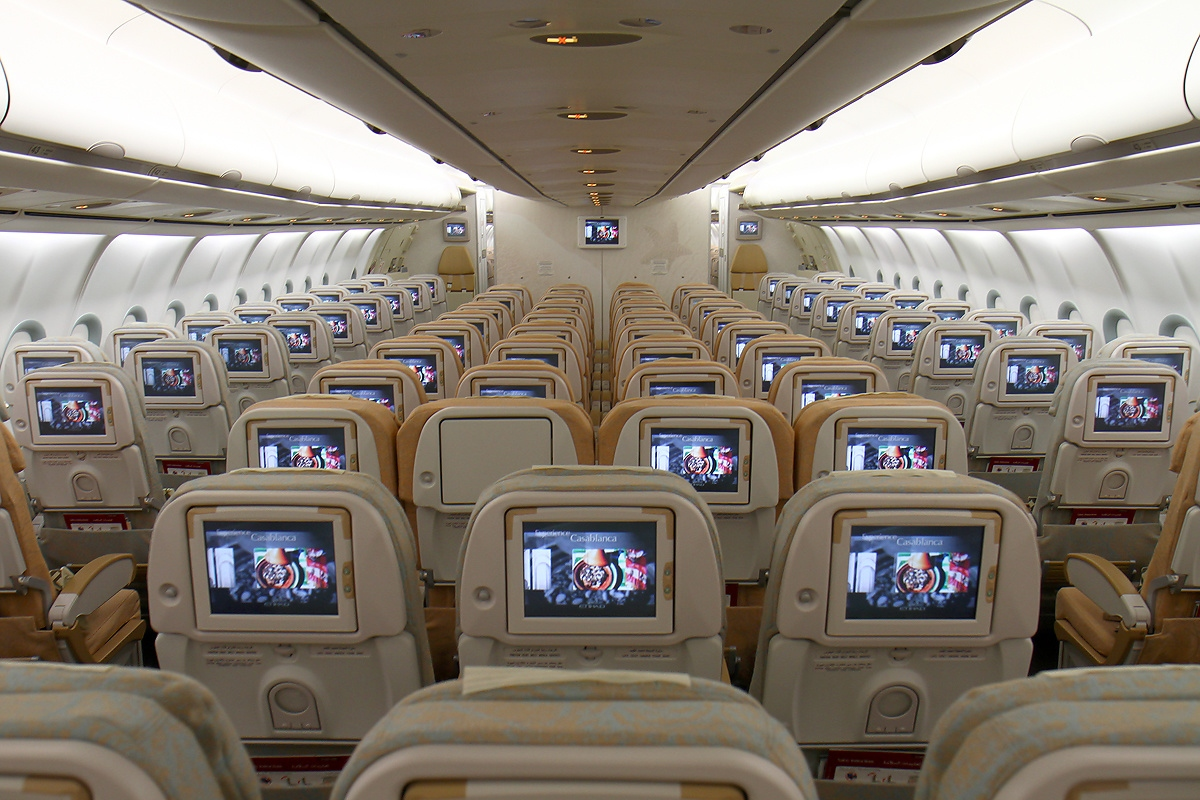
Parte posterior de una cabina económica habitual 2-4-2 de A340 (ejemplo Etihad Airways).

Cuando Airbus diseñó el A300 durante la década de 1970, se previó una amplia familia de aviones para competir con Boeing y McDonnell-Douglas, dos consolidados fabricantes aeroespaciales norteamericanos. Desde el momento su creación, Airbus había comenzado los estudios de variantes del Airbus A300B como apoyo de este proyecto a largo plazo. Antes de la puesta en servicio de sus primeros aviones, Airbus había definido nueve posibles versiones del A300 conocidos como A300B1 a B9. Hubo una décima versión, el A300B10, concebido en 1973 y que fue el primero en entrar en la línea de producción. Acabó conociéndose como A310 y básicamente se trataba de una versión más pequeña y de mayor alcance. Tras ello, Airbus centró sus esfuerzos en el mercado de pasillo único, lo que dio lugar a la familia A320, primer avión comercial fly-by-wire digital. La decisión de trabajar en el proyecto A320, en lugar del avión de cuatro motores propuesto por los alemanes, creando divisiones dentro de la compañía. Mientras los proyectos de "pasillo único" (que más tarde se convirtería en el exitoso programa A320) iban destinados a desafiar al exitoso Boeing 737 y al Douglas DC-9 en el mercado de aviones de un solo pasillo, Airbus recuperó su interés por el mercado de aviones de fuselaje ancho.
El A300B11, un derivado cuatrimotor del A310, con una capacidad para entre 180 y 200 pasajeros, y una autonomía de 11 000 km, se consideró el reemplazo para los menos eficientes Boeing 707 y Douglas DC-8, que todavía estaban en servicio por aquel entonces.
El A300B11 fue de la mano de otro diseño, el A300B9, una versión más grande del A300 desarrollado desde la década de los 70 hasta los 80. Era esencialmente un A300 alargado propulsado por los motores turbofan más potentes del momento. Este modelo se enfocó a la creciente demanda de rutas transcontinentales de alta capacidad y medio alcance. Los B9 ofrecían el mismo alcance y carga útil que el McDonnell Douglas DC-10, con un consumo de combustible de entre un 25 % a un 38 % menor, por lo que fue considerado el sustituto natural del DC-10 y del Lockheed L-1011 Tristar. Para diferenciar este programa de los estudios de pasillo único (SA "Single Aisle"), el B9 y el B11 pasaron a denominarse como TA9 y TA11 (TA "Twin Aisle" "Doble Pasillo"), respectivamente. En un esfuerzo por ahorrar costes de desarrollo, se decidió que los dos modelos compartirían fuselaje y alas. Los ahorros previstos se estimaron 500 millones de dólares (aproximadamente 495 millones de euros). La adopción de una estructura de ala común también tenía una ventaja técnica: los motores exteriores del TA11 podrían contrarrestar el peso del modelo de mayor alcance, proporcionando alivio de flexión. Otro factor decisivo fue la preferencia de un sector de la compañía, y lo más importante, los clientes potenciales del avión. El vicepresidente de planificación estratégica de Airbus, Adam Brown, recordó:
"Los operadores norteamericanos estaban claramente a favor de un avión bimotor, mientras que los asiáticos querían un avión de cuatro motores. En Europa la opinión se divide entre los dos. La mayoría de los clientes potenciales se mostraron a favor de un avión de cuatro motores, a pesar de que en ciertas condiciones es más costoso de operar que un bimotor. Les gustaba que se pudiera volar con un motor apagado y que pudieran volar a cualquier lugar" - las normas ETOPS no habían comenzado por aquel entonces.

Las primeras especificaciones del TA9 y TA11 fueron presentadas en 1982. Mientras que el TA9 tenía un alcance de 6100 km, el TA11 era capaz de volar durante 12 650 km. Al mismo tiempo, Airbus también estaba esbozando el TA12, un derivado bimotor del TA11 optimizado para vuelos de hasta 9000 km.
Para junio de 1985, coincidiendo con el Salón Aeronáutico de París, Airbus había introducido nuevas modificaciones en los TA9 y TA11, incluyendo la adopción del cockpit del A320, el sistema de control fly-by-wire y el side-stick de control de dirección. La unificación del diseño de la cabina permitiría a los operadores realizar un importante ahorro en costes, y supondría a su vez, que las tripulaciones podrían hacer la transición de uno a otro después de una semana de entrenamiento. El TA11 y TA12 usaría las secciones del fuselaje delantero y trasero del A310. Las distintas secciones de la aeronave eran modulares e intercambiables con otros modelos Airbus, lo que reducía los costes de producción, mantenimiento y operación.
Airbus consideró brevemente la implantación de un ala de geometría variable, lo que suponía que el ala pudiera modificar su perfil para adoptar la forma óptima en cada fase del vuelo. Los estudios se llevaron a cabo por British Aerospace (BAe) en Hatfield y Bristol. La compañía calculaba que produciría una mejora en la eficiencia aerodinámica del 2%, sin embargo, el plan fue descartado más tarde por el elevado coste y la dificultad en su desarrollo.
La europea Airbus entabló contactos con la norteamericana McDonnell Douglas para producir conjuntamente el AM 300, un avión que habría combinado las alas del Airbus A330 con el fuselaje del McDonnell Douglas MD-11. Sin embargo, McDonnell insistió en la continuidad de su esquema trimotor, lo que supuso la ruptura de las negociaciones. Finalmente McDonnell Douglas, empujada por el fracaso comercial de su MD-11, que compitió directamente con el A340, fue absorbida por Boeing, .
El 27 de enero de 1986, el Consejo de Supervisión de Airbus Industrie celebró una reunión en Múnich, Alemania Occidental, después de lo cual el presidente del Consejo Franz Josef Strauss publicó una declaración:
"Airbus Industrie se encuentra ahora en posición para finalizar la definición técnica detallada del TA9, que ahora se designa oficialmente A330 y del TA11, ahora llamado A340, con potenciales clientes de lanzamiento, y para discutir con ellos los términos y condiciones".
Las denominaciones de ambos modelos se invirtieron ya que las compañías pensaban que carecía de lógica que un avión bimotor tuviese un "4" en su modelo, mientras que un cuatrimotor no. El 12 de mayo, Airbus envió nuevas propuestas de venta a cinco aerolíneas, incluidas Lufthansa y Swissair.
El programa se lanzó en 1988, como complemento de largo alcance del A320 (corto alcance) y del A300 (medio alcance). En ese momento, el Boeing 767 que era el avión de fuselaje ancho y largo alcance más moderno del momento tenía una desventaja frente al Boeing 747. Ese problema era la normativa ETOPS, por la que las aeronaves bimotor tenían que volar con aeropuertos de emergencia en un radio más próximo que las de cuatro motores. El A340 se ideó para solucionar este problema y competir con el Boeing 747.
Los ingenieros de Airbus diseñaron este avión a la vez que el Airbus A330, con el que comparte alas y una estructura de fuselaje similar. Ambos incluyeron además, la avanzada aviónica fly-by-wire del A320.
La intención original era usar los nuevos motores superfan de IAE, pero la empresa canceló su desarrollo, por lo que fueron elegidos los CFM56-5C4 de CFMI en su lugar. Cuando el prototipo voló por primera vez en 1991, los ingenieros encontraron un fallo de diseño: las alas no eran lo suficientemente fuertes como para soportar los motores exteriores a velocidad de crucero sin vibrar. Para solucionar este problema, se desarrolló una protuberancia en el intradós del ala denominada plastrón. El A340 entró en servicio en 1993 de la mano de Lufthansa y Air France.
En noviembre de 2011, después de 2 años sin ningún pedido y tras fabricar 387 aparatos, se anunció el cese del proyecto. El último aparato (tipo 542CJ, número de construcción 1102) se entregó el 7 de diciembre de 2012 al Gobierno de Kuwait—

## Componentes del A340-600
Alemania -  Estados Unidos -  Francia

### Electrónica

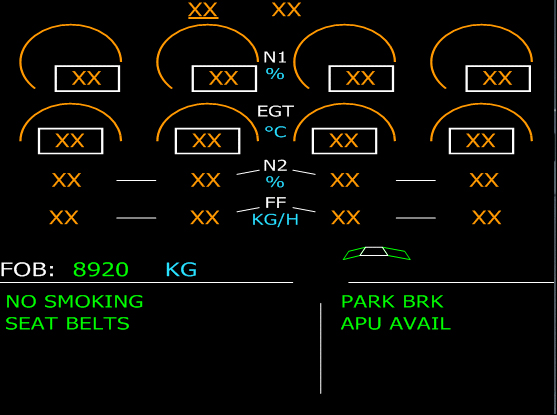
ECAM superior en un A340-300

| Sistema | País                                           | Fabricante              | Notas                         |
| --- | ---------------------------------------------- | ----------------------- | ----------------------------- |
| Entorno de desarrollo basado en modelos                                                                      | Bandera de Francia                             | Esterel Technologies    | SCADE                         |
| Lenguaje de programación                                                                                     |                                                |                         | Lustre                        |
| Redes de datos                                                                                               |                                                |                         | ARINC 429, CAN                |
| Computadoras primarias de control de vuelo (FCPC)                                                            | Bandera de Francia                             | Aérospatiale ADL        | 3                             |
| Software de las FCPC                                                                                         | Bandera de Francia                             | Aérospatiale            |                               |
| CPUs de las FCPC                                                                                             | Bandera de Estados Unidos                      | Intel                   | IntelDX4 32 MHz               |
| ADIRUs | Bandera de Estados Unidos                      | Honeywell               | 3                             |
| Sensores AoA (opción)                                                                                        | Bandera de Francia                             | Thales                  | 3                             |
| Sensores AoA (opción)                                                                                        | Bandera de Estados Unidos                      | Goodrich Corporation    | 3                             |
| Computadoras secundarias de control de vuelo (FCSC)                                                          | Bandera de Francia                             | Sextant Avionique       | 2                             |
| Software de las FCSC                                                                                         | Bandera de Francia                             | Aérospatiale            |                               |
| CPUs de las FCSC                                                                                             | Bandera de Estados Unidos                      | Analog Devices          | SHARC 40 MHz                  |
| Software de las computadoras de advertencias de vuelo (FWC)                                                  | Bandera de Francia                             | Aérospatiale            |                               |
| Computadoras de gestión de pantallas (DMC) del sistema de instrumentos electrónicos (EIS1, CRT, original)    | Bandera de Alemania                            | Diehl Aerospace         | 3                             |
| Computadoras de gestión de pantallas (DMC) del sistema de instrumentos electrónicos (EIS2, LCD, opción 2003) | Bandera de Alemania                            | Diehl Aerospace         | 3                             |
| Radar meteorológico (opción 2002)                                                                            | Bandera de Estados Unidos                      | Honeywell               | RDR-4B                        |
| Radar meteorológico (opción 2005)                                                                            | Bandera de Estados Unidos                      | Collins Aerospace       | Multiscan WXR-2100            |
| Radar meteorológico (opción 2010)                                                                            | Bandera de Estados Unidos                      | Honeywell               | RDR-4000                      |
| Radar meteorológico (opción 2015)                                                                            | Bandera de Estados Unidos                      | Collins Aerospace       | Multiscan WXR-2100 V2         |
| Radar meteorológico (opción 2015)                                                                            | Bandera de Estados Unidos                      | Honeywell               | RDR-4000 V2                   |
| TAWS (opción)                                                                                                | Bandera de Estados Unidos                      | Honeywell               | EGPWS                         |
| TAWS (opción 2004)                                                                                           | Bandera de Estados Unidos                      | ACSS                    | T2CAS                         |
| TAWS (opción 2010)                                                                                           | Bandera de Estados Unidos                      | ACSS                    | T3CAS                         |
| RAAS (opción 2004)                                                                                           | Bandera de Estados Unidos                      | Honeywell               | EGPWS                         |
| SmartLanding (opción)                                                                                        | Bandera de Estados Unidos                      | Honeywell               | EGPWS MK V                    |
| SmartRunway (opción)                                                                                         | Bandera de Estados Unidos                      | Honeywell               | EGPWS MK V                    |
| ATSAW (opción 2010)                                                                                          | Bandera de Estados Unidos                      | ACSS                    | T3CAS                         |
| ATSAW (opción)                                                                                               | Bandera de Estados Unidos                      | Honeywell               | CAS-100                       |
| ACAS II (opción 1997)                                                                                        | Bandera de Estados Unidos                      | ACSS                    | TCAS 2000                     |
| ACAS II (opción 2004)                                                                                        | Bandera de Estados Unidos                      | ACSS                    | T2CAS                         |
| ACAS II (opción 2007)                                                                                        | Bandera de Estados Unidos                      | ACSS                    | TCAS 3000                     |
| ACAS II (opción 2010)                                                                                        | Bandera de Estados Unidos                      | ACSS                    | T3CAS                         |
| ACAS II (opción)                                                                                             | Bandera de Estados Unidos                      | Honeywell               | CAS-81 (obsoleto en 2017)     |
| ACAS II (opción)                                                                                             | Bandera de Estados Unidos                      | Honeywell               | CAS-100                       |
| ACAS II (opción)                                                                                             | Bandera de Estados Unidos                      | Rockwell Collins        | TTR-2100                      |
| Transpondedor (opción 1996)                                                                                  | Bandera de Estados Unidos                      | ACSS                    | XS-950 (obsoleto en 2017)     |
| Transpondedor (opción 2010)                                                                                  | Bandera de Estados Unidos                      | ACSS                    | T3CAS                         |
| Transpondedor (opción 2016)                                                                                  | Bandera de Estados Unidos                      | ACSS                    | NXT-800                       |
| Transpondedor (opción 2007)                                                                                  | Bandera de Estados Unidos                      | Rockwell Collins        | TPR-901                       |
| Transpondedor (opción 2017)                                                                                  | Bandera de Estados Unidos                      | Honeywell               | TRA-100B                      |
| Computadoras de envolvente de guiado de la gestión del vuelo (FMGEC)                                         | Bandera de Francia                             | Thales                  | 2                             |
| Sistemas de gestión del vuelo (FMS, original)                                                                | Bandera de Estados Unidos                      | Honeywell               | Honeywell FMS1                |
| Lenguajes de programación de los Honeywell FMS1                                                              |                                                |                         | Pascal, Ada, C++, Ensamblador |
| Sistemas de gestión del vuelo (FMS, opción 2002)                                                             | Bandera de Estados Unidos                      | Honeywell               | Pegasus                       |
| Lenguajes de programación de los Pegasus                                                                     |                                                |                         | Ada                           |
| CPUs de los Pegasus                                                                                          | Bandera de Estados Unidos                      | AMD                     | 29050                         |
| Sistemas de gestión del vuelo (FMS, opción 2002)                                                             | Bandera de Estados Unidos · Bandera de Francia | Smiths Aerospace Thales | TopFlight FMS                 |
| Lenguaje de programación de los TopFlight FMS                                                                |                                                |                         | Ada                           |
| CPUs de los TopFlight FMS                                                                                    | Bandera de Estados Unidos                      | Motorola                | 68040                         |
| Sistemas de gestión del vuelo (FMS, opción 2013)                                                             | Bandera de Estados Unidos                      | Honeywell               | Pegasus II                    |
| CPUs de los Pegasus II                                                                                       | Bandera de Estados Unidos                      | Honeywell               | 29KII                         |

### Propulsión
| Sistema                                                                 | País                      | Fabricante           | Notas              |
| ----------------------------------------------------------------------- | ------------------------- | -------------------- | ------------------ |
| Verificación y validación basadas en modelos del sistema de combustible | Bandera de Estados Unidos | MathWorks            | MATLAB             |
| Lenguajes de programación (V&V del sistema de combustible)              | Bandera de Estados Unidos | MathWorks I-Logix    | Simulink Statemate |
| Motor (opción)                                                          | Bandera del Reino Unido   | Rolls-Royce Holdings | 4 × Trent 556      |
| Motor (opción)                                                          | Bandera del Reino Unido   | Rolls-Royce Holdings | 4 × Trent 560      |

## Variantes
Inicialmente solo había dos modelos, el A340-200 y el A340-300. El -200 es más pequeño que el -300 pero tiene más autonomía. En 1997 se lanzaron dos nuevas versiones alargadas, la -500 (para larga distancia) y la -600 (de gran capacidad), que entraron en servicio en 2002.

### A340-200

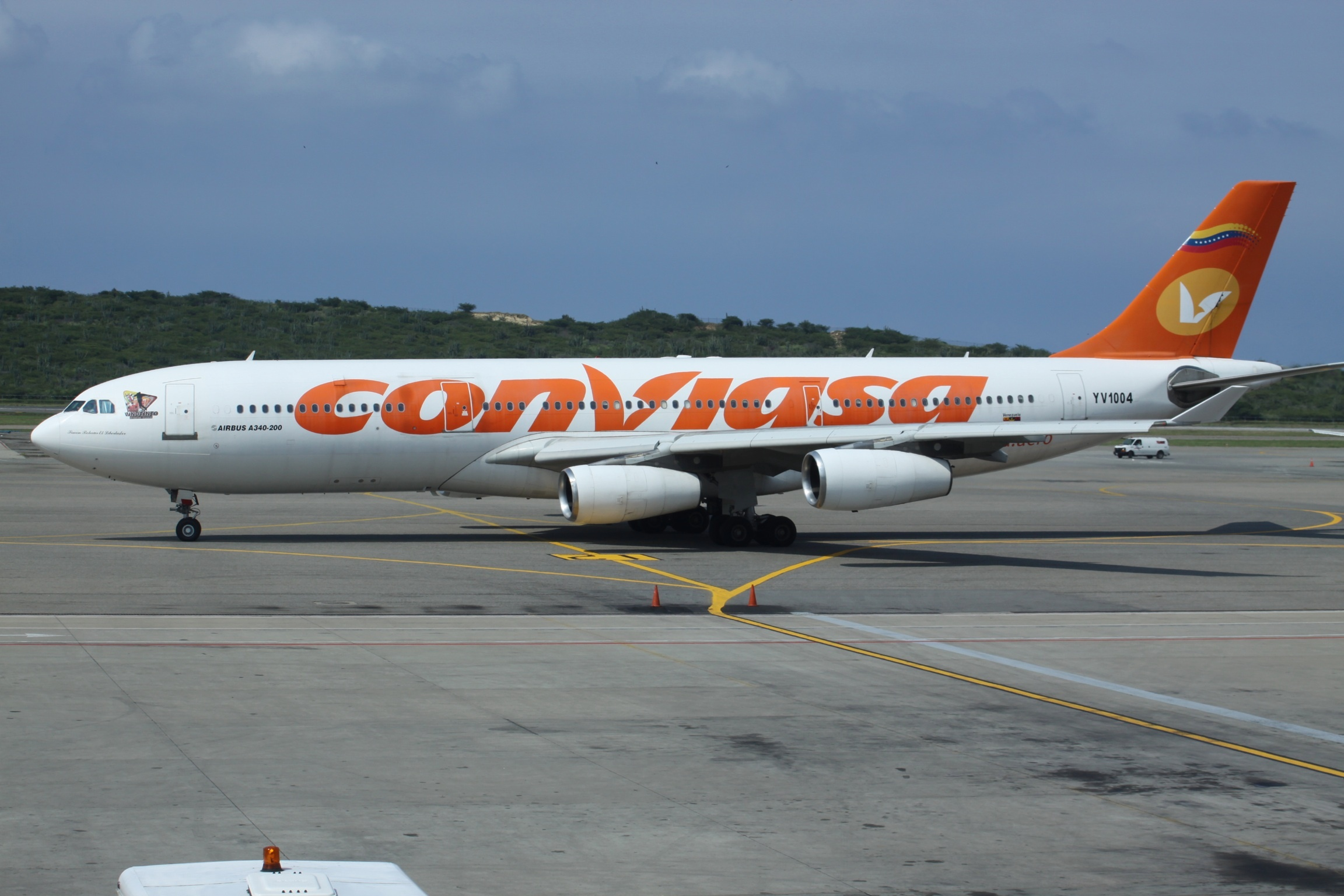
Airbus A340-200 de Conviasa

El A340-200, con 261 pasajeros en configuración de tres clases tiene un alcance de 13 000 km, mientras que en la configuración de 239 asientos tiene un alcance de 14 800 km. Se trata de una versión acortada del A340-300, propulsada por cuatro motores CFM56-5C de CFMI. Fue lanzado en 1987 y voló por primera vez en 1992. Su producción fue abandonada, con solo 28 unidades construidas, la mayoría como transporte vip, que han sido operadas por South African Airways (6 aparatos), Aerolíneas Argentinas (4) –Aerolínea pionera en el vuelo polar Austral con estos aparatos–, Royal Jordanian (4), Egypt Air (3), Air Leisure (4) y Conviasa (1). Actualmente, solo Air Leisure y Conviasa siguen operando este modelo.
Se realizaron algunas variantes de esta versión, como el A340-200X y el A340-213X. Estas no fueron muy populares y por lo tanto ya no se fabrican. En el marco del salón aeronáutico de París, un A340-200 bautizado Llanero Mundial, convenientemente preparado, despegó y dio la vuelta al mundo con una sola parada en Auckland (Nueva Zelanda), logrando seis récords mundiales, entre ellos el del vuelo más largo sin escalas para aviones de pasajeros con 19 277 kilómetros recorridos.
La virtud más importante del A340-200 fue su autonomía, que superaba inclusive a la de su popular hermano, el A340-300, manteniendo condiciones de aviónica y desempeños similares. El A340-200 es la única versión de la familia A340 cuya envergadura es mayor a su largo. Con este formato y configurado para 240 pasajeros, su autonomía orilla los 15.000 kilómetros. Sin embargo, estos argumentos no le alcanzaron para asegurar un proyecto que, a pesar de que todavía hay unidades volando, ya hace varios años que ha sido cancelado.

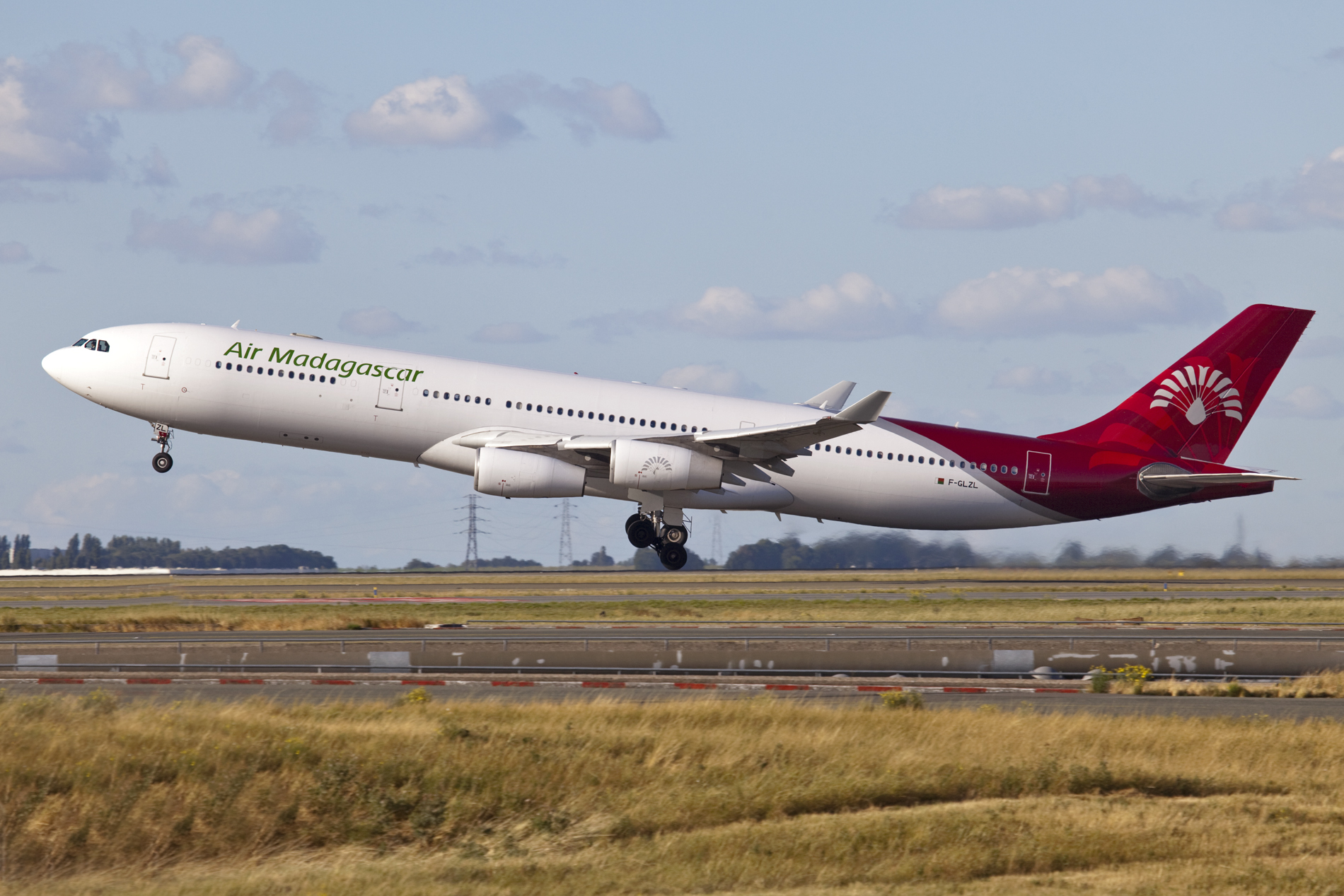
A340-300 de Air Madagascar en el aeropuerto de París Charles de Gaulle

### A340-300

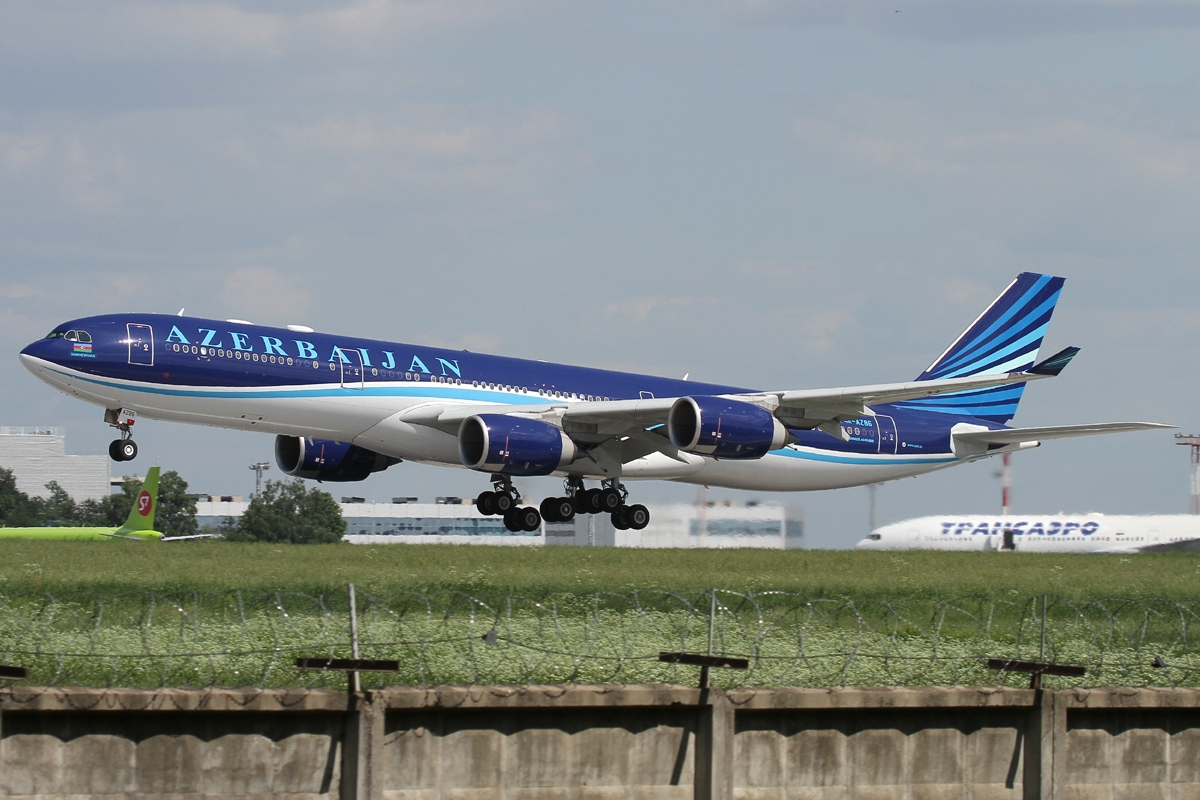
A340-542 de Azerbaijan Airlines

Voló por primera vez el 25 de octubre de 1991, entrando en servicio con Lufthansa y Air France en marzo de 1993. Puede llevar 295 pasajeros en la configuración típica de tres clases. Está impulsado por cuatro motores CFM56-5C de CFMI, similares a los del -200.
Así como el A340-200, este también tiene algunas variantes:
- El A340-313X, una versión más pesada del A340-300. Las primeras entregas fueron para Singapore Airlines en abril de 1996.
- El primer A340-313E fue entregado a Swiss International Air Lines en 2003. Tiene un peso máximo en despegue de 275 t, con un alcance de 13 500 km con la configuración típica de 295 pasajeros. Están propulsados con el motor más potente CFM56-5C4.

### A340-500

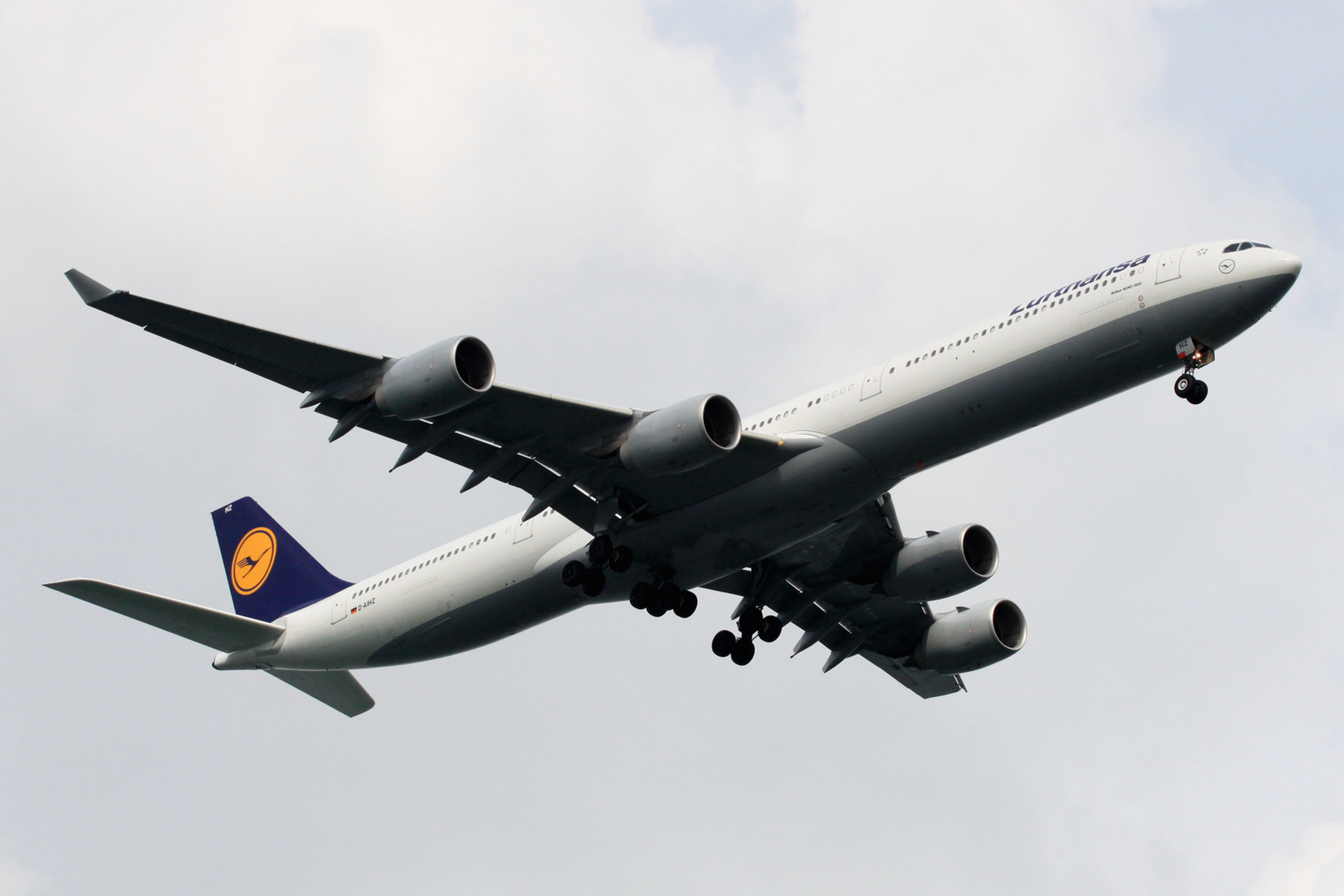
A340-642X de Lufthansa en aproximación final a la pista 20R del aeropuerto Changi

Fue el avión de mayor alcance del mundo (16.000 km) hasta que Boeing presentó en 2005 el Boeing 777-200LR. Puede llevar 315 pasajeros en una configuración de tres clases. Fue usado en las rutas de ultralarga distancia, como la ruta Singapur-Newark de Singapore Airlines (la más larga del mundo sin escalas hasta octubre de 2013, un total de 18 horas y 45 minutos de vuelo). El A340-500 voló por primera vez el 11 de febrero de 2002, y fue certificado el 3 de diciembre de ese mismo año. Las primeras entregas fueron para la compañía Emirates.
El -500 es 3,3 m más largo que el -300; sus alas son más grandes, tiene mucha más capacidad de combustible, una velocidad de crucero ligeramente mayor, unos estabilizadores horizontales mayores y una deriva menor. Tiene cámaras de aparcamiento, que permite a los pilotos controlar mejor el avión cuando maniobra en tierra. Está impulsado por cuatro motores turbofán Trent 533 de Rolls Royce, de 236 kN.

### A340-600
Se diseñó para sustituir a la primera generación del Boeing 747. Puede llevar 380 pasajeros en la configuración típica de 3 clases a 14 600 km. Aunque puede llevar un número similar de pasajeros que los primeros Boeing 747, puede llevar el doble de carga con menor costo. El primer vuelo del avión se realizó el 23 de abril de 2001. Virgin Atlantic comenzó los vuelos comerciales en agosto de 2002.
Su longitud es 17,4 metros menos que la del avión más grande del mundo, el hexarreactor Antonov An-225. Con 75,3 m, se trató de la aeronave de pasajeros más larga, hasta la llegada del Boeing 747-8 (el sucesor del Boeing 747-400) . Las aeronaves de la serie 600 están impulsadas por 4 motores turbofán Trent 556 de Rolls-Royce y además poseen cuatro ruedas adicionales en el eje central del fuselaje para soportar el incremento de peso.

## Operadores
Operadores del A340 por número de aeronaves operativas (11 de septiembre de 2024):

### Operadores civiles
- Mahan Air: 14[19]
- European Cargo: 11[20]
- Lufthansa: 9[21]
- Conviasa: 6[22]
- Edelweiss Air: 5[23]
- Kam Air: 4[24]
- Hi Fly Malta: 4[25]
- Global Aviation: 4[26]

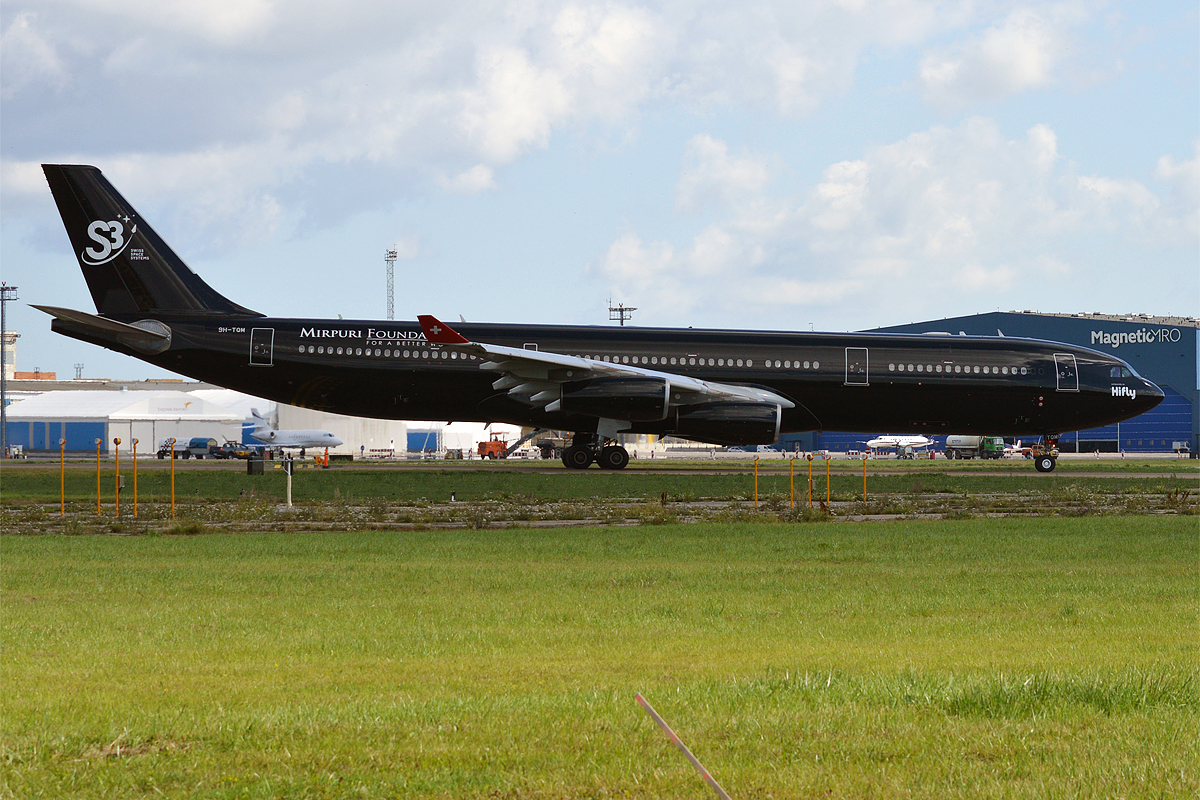
A340 de HiFly Malta

- Swiss International Air Lines: 4[27]
- Legend Airlines: 3[28]
- South African Airways: 2[29]
- Syrian Air: 2[30]
- Air X Charter: 1[31]
- Azerbaijan Airlines: 1[32]
- Las Vegas Sands Corporation: 1[33]
- Iran Aseman Airlines: 1[34]

### Operadores militares
- Real Fuerza Aérea Tailandesa: 1[35]

### Antiguos operadores

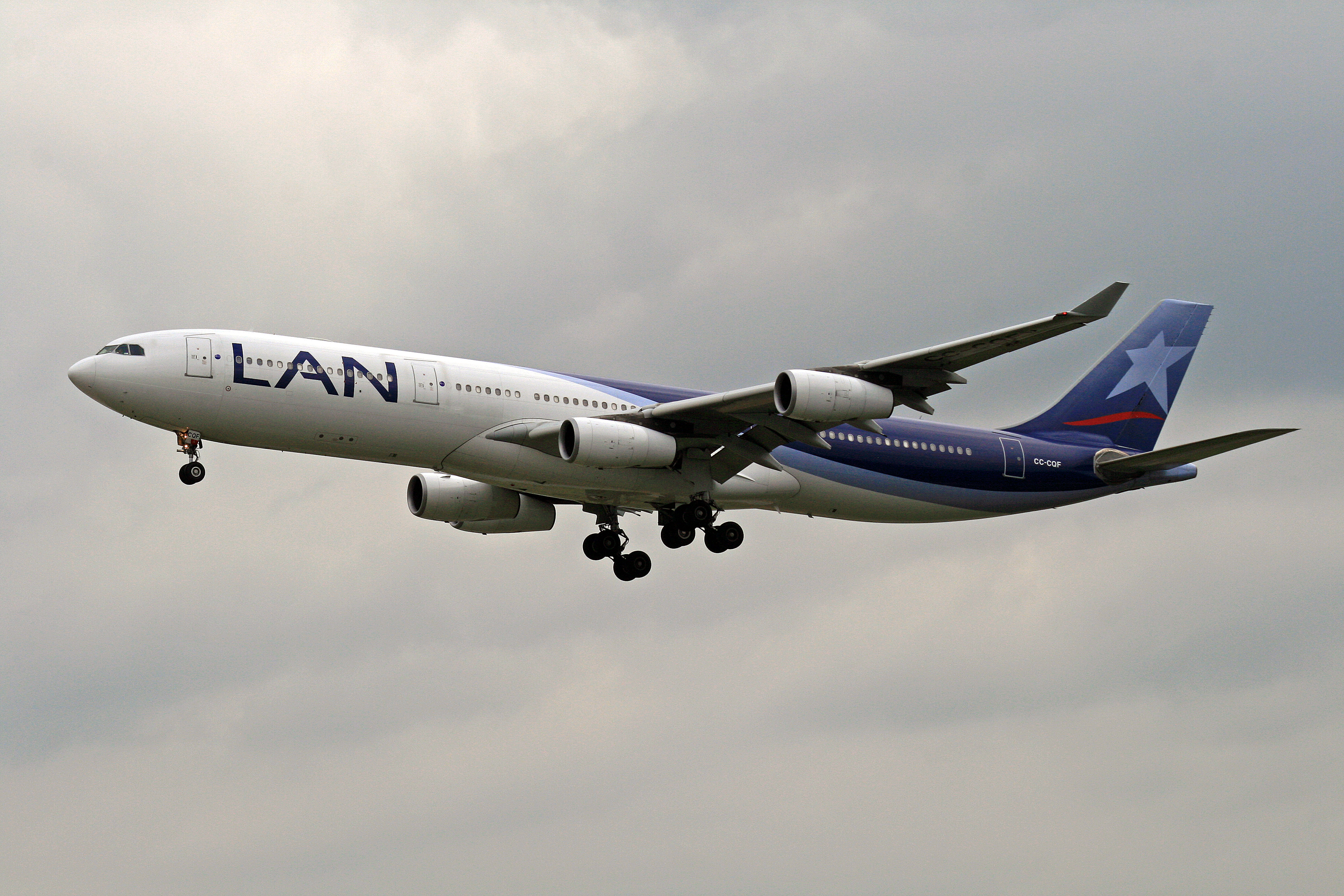
Airbus A340-300 de Lan Airlines.

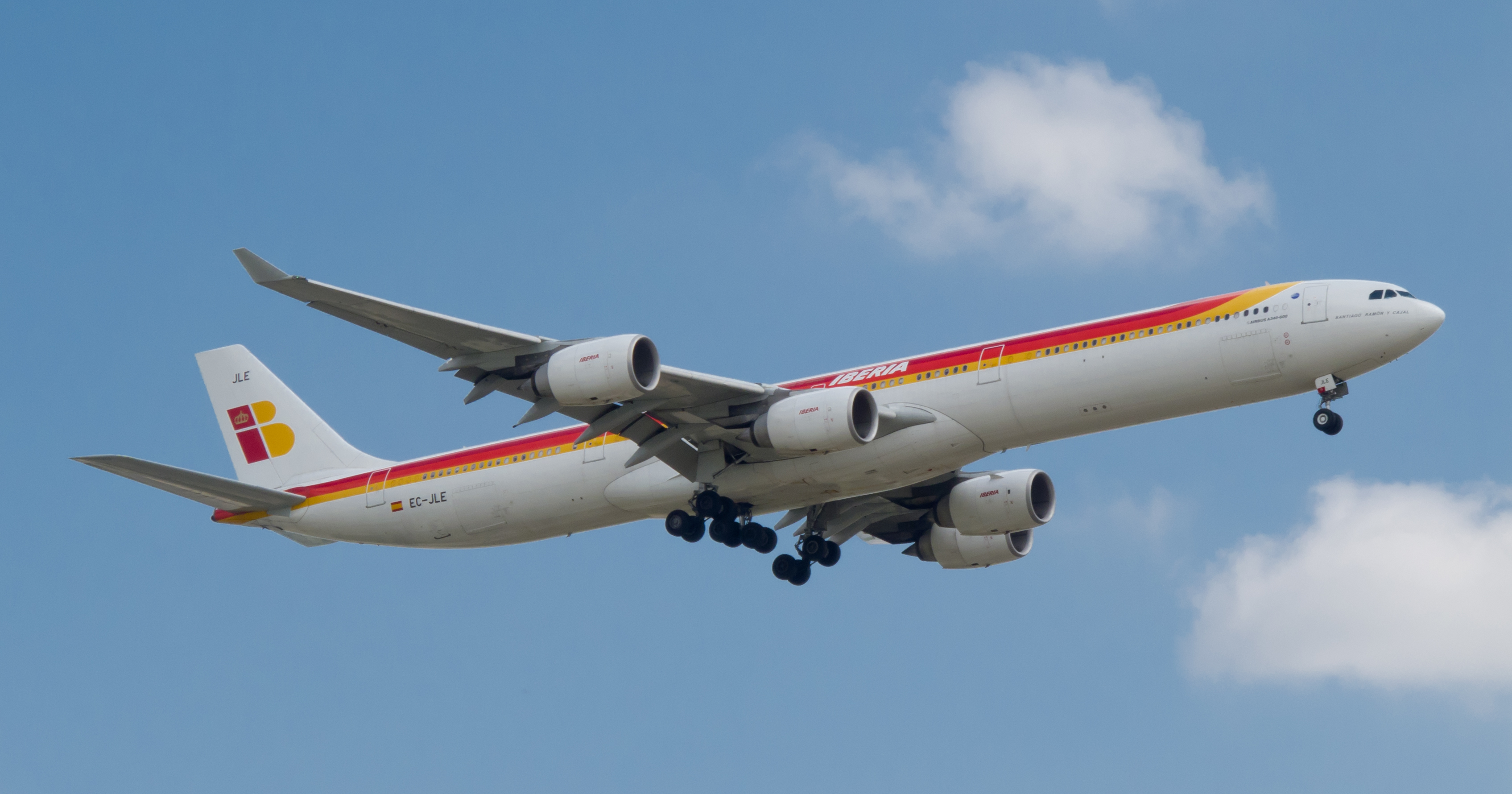
Airbus A340-600 de Iberia

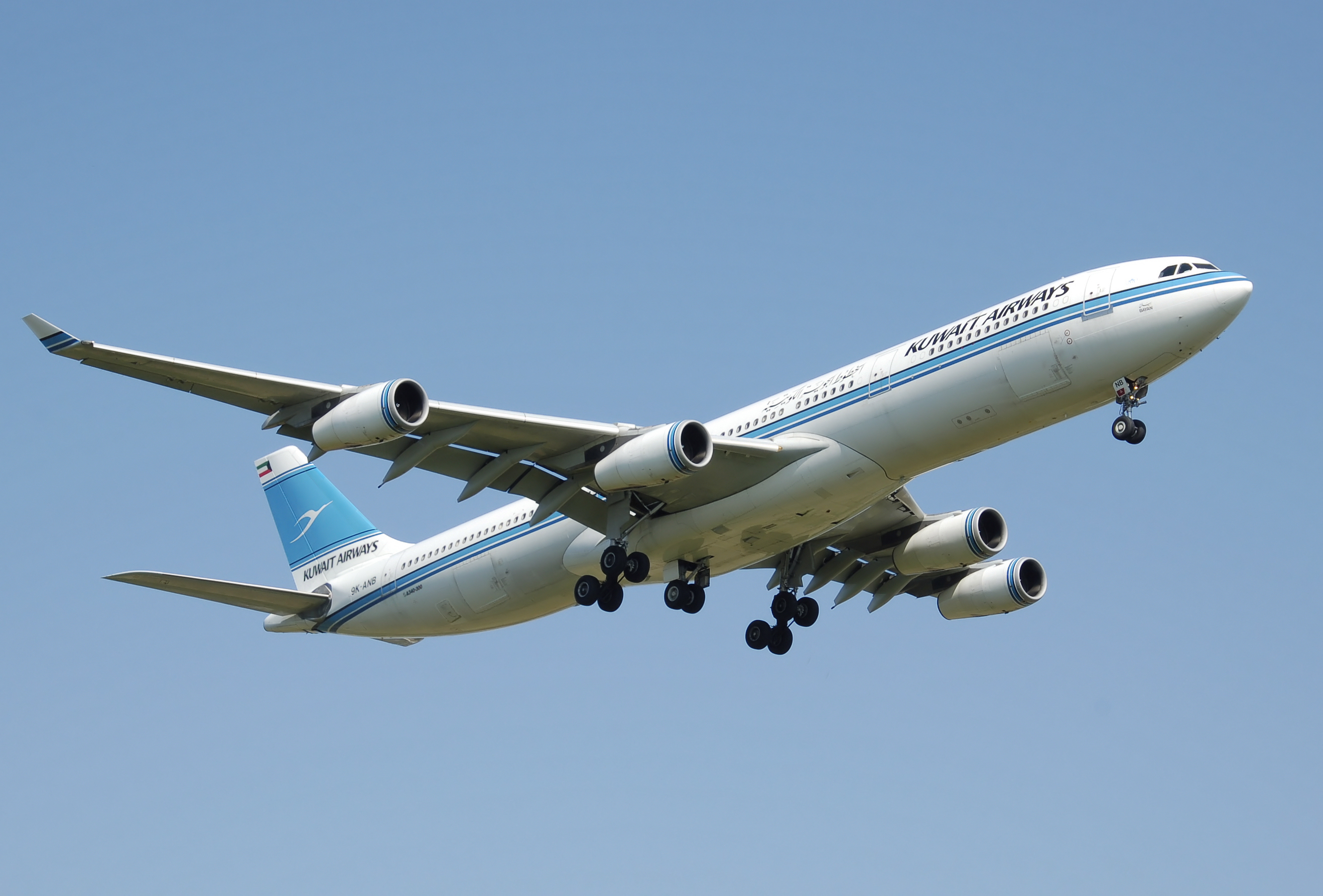
Airbus A340-300 de Kuwait Airways

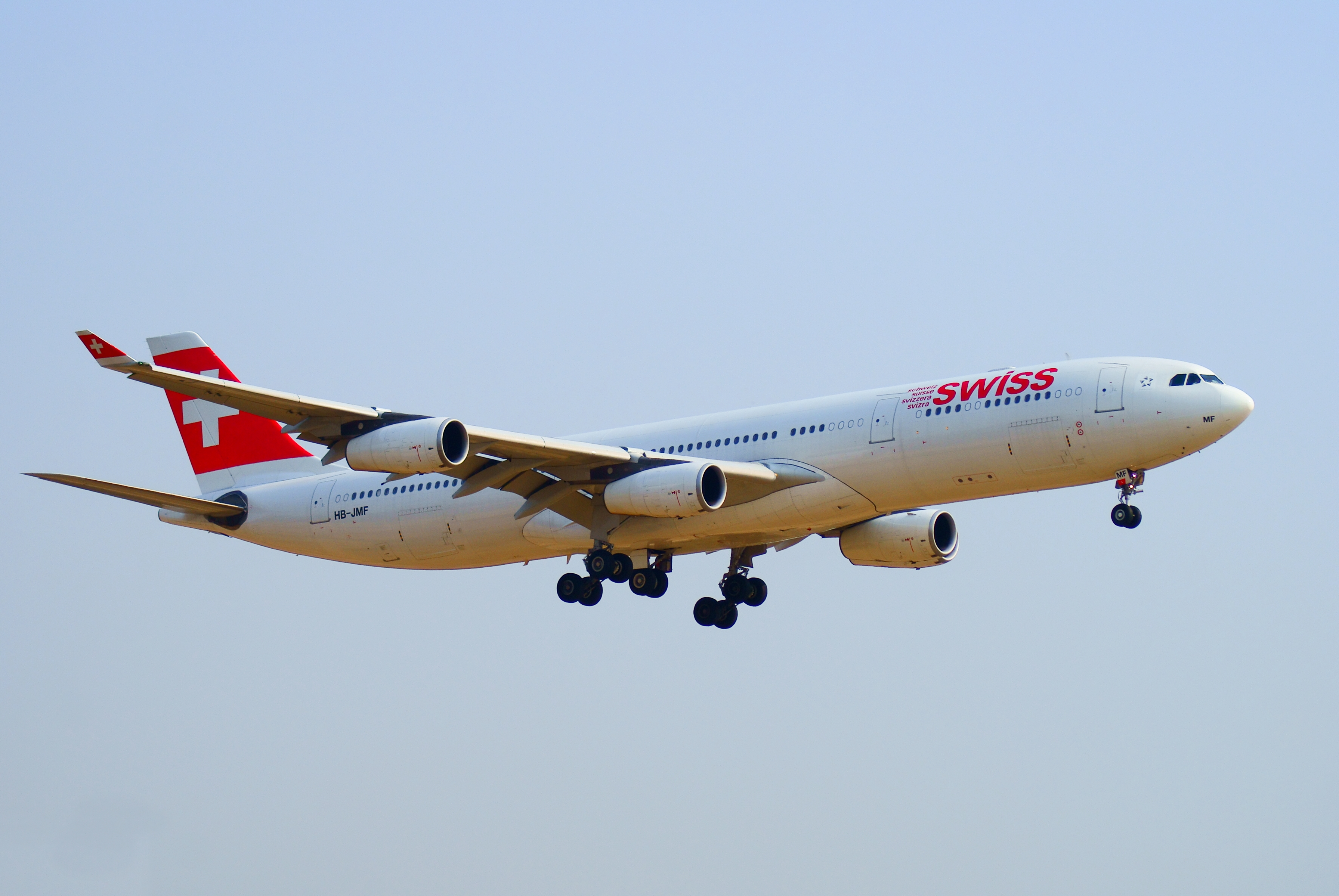
A340-300 de Swissair aterrizando en el aeropuerto de Narita

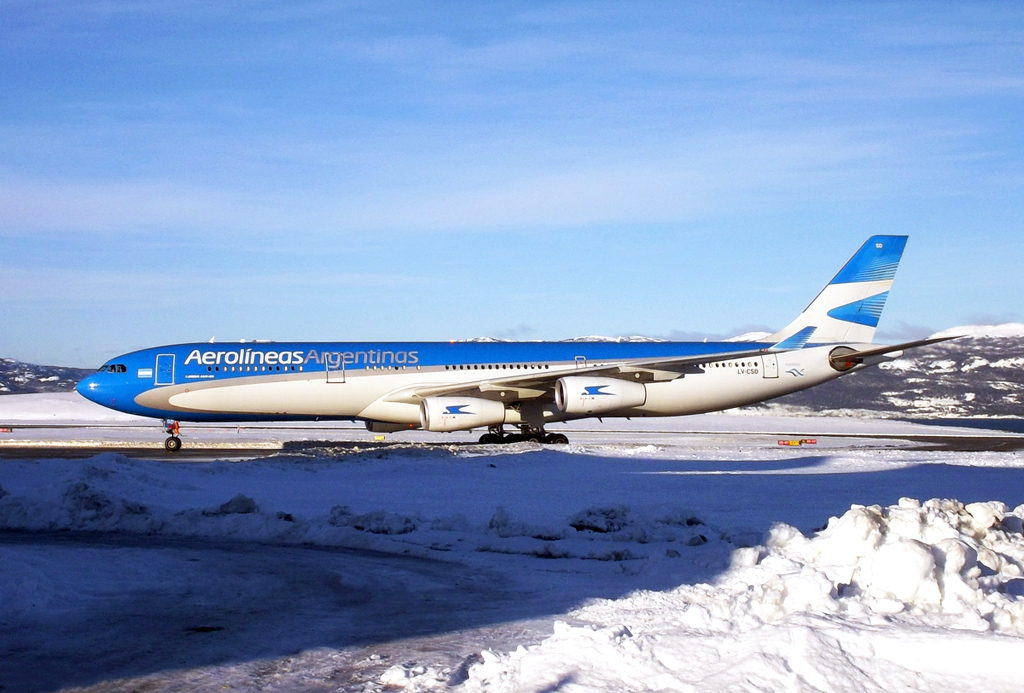
Airbus A340-300X de Aerolíneas Argentinas

#### África
Argelia
- Air Algérie (3)[36]

 Egipto
- Egyptair (4)[37]

 Mauricio
- Air Mauritius (8)[38]

 Namibia
- Air Namibia (2)[39]

 Nigeria
- Arik Air (2)[40]

#### América
Chile
- LAN Airlines (5)[41]

 Canadá
- Air Canada (15)[42]

 Argentina
- Aerolíneas Argentinas (13)[43]

 Surinam
- Surinam Airways (2)[44]

 Trinidad y Tobago
- Caribbean Airlines (2)[45]

 Venezuela
- Estelar Latinoamérica (1)[46]
- Avior Airlines (1)[47]

#### Asia
Arabia Saudita
- Saudia (4)[48]

 Baréin
- Gulf Air (10)[49]

 Catar
- Qatar Airways (4)[50]

 China
- Air China (12)[51]
- China Eastern Airlines (10)[52]
- Hainan Airlines (3)[53]

 EAU
- Emirates (18)[54]
- Etihad Airways (13)[55]

 Hong Kong
- Cathay Pacific (25)[56]

 Indonesia
- Garuda Indonesia (3)[57]

 Irán
- Iran Air (1)[58]

 Jordania
- Royal Jordanian (4)[59]

 Kuwait
- Kuwait Airways (6)[60]

 Malasia
- AirAsia X (2)[61]

 Pakistán
- Airblue (2)[62]

 República de China
- China Airlines (7)[63]
- Mandarin Airlines (1)[64]

 Singapur
- Singapore Airlines (22)[65]

 Sri Lanka
- SriLankan Airlines (7)[66]

 Tailandia
- Thai Airways (10)[67]

#### Europa
Alemania
- Eurowings (2)[68]

 Austria
- Austrian Airlines (4)[69]

 Bélgica
- Air Belgium: (4)[70]
- Brussels Airlines (2)[71]
- Sabena

 España
- Iberia (48)[72]
- Air Europa (1)[73]
- Plus Ultra (3)[74]

 Francia
- Air France (30)
- Ejército del Aire y del Espacio francés (2)[75]
- XL Airways France (1)[76]
- Corsairfly (1)[77]

 Islandia
- Air Atlanta Icelandic (4)[78]

 Luxemburgo
- Global Jet Luxembourg (1)[79]

 Malta
- Airhub Airlines (3)[80]

 Noruega
- Norwegian Air Shuttle (2)[81]

 Portugal
- TAP Air Portugal (4)[82]

 Reino Unido
- Virgin Atlantic Airways (29)[83]
- Klaret Aviation (1)[84]
- European Aviation: 9[85]

 Suecia
- Scandinavian Airlines System (8)[86]

 Suiza
- Swissair

 Turquía
- Turkish Airlines (9)[87]

#### Oceanía
Polinesia Francesa
- Air Tahiti Nui (6)

## Entregas
| Entregas de aparatos nuevos | Entregas de aparatos nuevos | Entregas de aparatos nuevos | Entregas de aparatos nuevos | Entregas de aparatos nuevos | Entregas de aparatos nuevos | Entregas de aparatos nuevos | Entregas de aparatos nuevos | Entregas de aparatos nuevos | Entregas de aparatos nuevos | Entregas de aparatos nuevos | Entregas de aparatos nuevos | Entregas de aparatos nuevos | Entregas de aparatos nuevos | Entregas de aparatos nuevos | Entregas de aparatos nuevos | Entregas de aparatos nuevos | Entregas de aparatos nuevos | Entregas de aparatos nuevos | Entregas de aparatos nuevos | Entregas de aparatos nuevos | Entregas de aparatos nuevos | Entregas de aparatos nuevos |
| Modelo                      | Total                       | 2012                        | 2011                        | 2010                        | 2009                        | 2008                        | 2007                        | 2006                        | 2005                        | 2004                        | 2003                        | 2002                        | 2001                        | 2000                        | 1999                        | 1998                        | 1997                        | 1996                        | 1995                        | 1994                        | 1993                        |                             |
| --------------------------- | --------------------------- | --------------------------- | --------------------------- | --------------------------- | --------------------------- | --------------------------- | --------------------------- | --------------------------- | --------------------------- | --------------------------- | --------------------------- | --------------------------- | --------------------------- | --------------------------- | --------------------------- | --------------------------- | --------------------------- | --------------------------- | --------------------------- | --------------------------- | --------------------------- | --------------------------- |
| A340-200                    | 28                          |                             |                             |                             |                             |                             |                             |                             |                             |                             |                             |                             |                             |                             |                             | 1                           | 3                           | 3                           | 5                           | 4                           | 12                          |                             |
| A340-300                    | 220                         |                             |                             |                             |                             | 3                           | 2                           | 2                           | 4                           | 5                           | 10                          | 8                           | 22                          | 19                          | 20                          | 23                          | 30                          | 25                          | 14                          | 21                          | 10                          |                             |
| A340-500                    | 32                          | 2                           | 0                           | 2                           | 2                           | 1                           | 4                           | 5                           | 9                           | 7                           |                             |                             |                             |                             |                             |                             |                             |                             |                             |                             |                             |                             |
| A340-600                    | 97                          |                             |                             | 2                           | 8                           | 8                           | 8                           | 18                          | 15                          | 14                          | 16                          | 8                           |                             |                             |                             |                             |                             |                             |                             |                             |                             |                             |
| Total                       | 379                         | 2                           | 0                           | 4                           | 10                          | 12                          | 14                          | 25                          | 28                          | 26                          | 26                          | 16                          | 22                          | 19                          | 20                          | 24                          | 33                          | 28                          | 19                          | 25                          | 22                          |                             |

Información hasta finales de diciembre de 2012, año de la última entrega.

## Accidentes e incidentes
Hasta mediados de 2016 el Airbus A340 había estado involucrado en varios accidentes e incidentes de vuelo reseñables —incluidas las fases de despegue y aterrizaje—, a menudo ligados a problemas en el tren de aterrizaje principal, pero ninguno con víctimas mortales. Hubo también un cierto número de incidentes, con o sin pérdida total de la aeronave, provocados por incendio, colisión, acción terrorista e intento de secuestro:

### Pérdida total

#### Vuelo 358 de Air France- A340-313X (F-GLZQ), 2 de agosto de 2005
El 2 de agosto de 2005, un Airbus A340-313X de Air France (matrícula F-GLZQ) que realizaba la ruta París-Toronto, tuvo una salida de pista al aterrizar en este último aeropuerto debido a las malas condiciones meteorológicas, no pudiendo detenerse a tiempo y saliéndose por el final de pista. Llevaba 309 personas a bordo (297 pasajeros + 12 tripulantes) que salieron ilesos del accidente gracias a la rápida actuación de la tripulación. La aeronave se incendió mientras llegaban las unidades de emergencia.

#### Vuelo 6463 de Iberia- A340-642 (EC-JOH), 20 de noviembre de 2007
El 9 de noviembre de 2007, un Airbus A340-642 de Iberia (matrícula EC-JOH) que cubría la ruta Madrid-Quito-Guayaquil-Sufrió un accidente al aterrizar en el, hoy cerrado, Aeropuerto Internacional Mariscal Sucre de Quito. La pista era demasiado corta y tuvieron que aterrizar en el extremo de la pista, y a causa de la fuerza del aterrizaje para tomar tierra lo antes posible, los frenos y las reversas de los motores sufrieron daños, quedando inservibles, provocando  que el avión saliera fuera de la pista. Sus 349 ocupantes resultaron ilesos. Debido a los daños estructurales sufridos, la aeronave debió ser desmantelada y destruida.

### Incidentes

#### A340-311 deVirgin Atlantic(G-VSKY), 5 de noviembre de 1997
El 5 de noviembre de 1997, un A340-311 de Virgin Atlantic, que ya había tenido un problema del tren de aterrizaje en su primera aproximación al Aeropuerto de Londres-Heathrow, llevó a cabo un aterrizaje de emergencia con el tren de aterrizaje principal izquierdo sólo parcialmente extendido por la rotura y perdida del pasador de la barra de torsión de la 6.ª rueda que se encontró, posteriormente, más allá del final de la pista 24L en el Aeropuerto internacional de Los Ángeles, el aeropuerto de salida.  La tripulación efectuó un aterrizaje muy hábil y la evacuación se completó con lesiones menores a 5 pasajeros y 2 tripulantes.

#### A340-211 deSabena(OO-SCW), 29 de agosto de 1998
El 29 de agosto de 1998, el vuelo SN542 de Sabena con procedencia del Aeropuerto internacional de Nueva York-John F. Kennedy, estaba a punto de aterrizar en el Aeropuerto Internacional de Bruselas-Zaventem cuando el piloto observó que el viento era de 330° a 15 nudos mientras que la torre le había informado de un viento de 260° a 5 nudos y, entonces, se preparó para aterrizaje con viento cruzado. El aterrizaje fue normal pero se notaron un ruido extraño seguido de vibraciones cada vez más fuertes y el avión se desvió hacia la derecha y salió de la pista. No hubo incendio y se completó una evacuación de emergencia sin heridos. Al parecer, debido a una grieta por fatiga, el tren de aterrizaje principal derecho se había separado por completo y golpeó y dañó el estabilizador horizontal del mismo lado.

#### A340-600 deEtihad Airways(A6-EHG) 15 de noviembre de 2007
Un nuevo A340-600, registro A6-EHG, que debía entregarse a Etihad Airways, sufrió daños irreparables durante las pruebas en tierra en las instalaciones de Airbus en el Aeropuerto Internacional de Toulouse-Blagnac en Francia. Durante una prueba de motor previa a la entrega, los ingenieros desactivaron varios sistemas de seguridad, lo que provocó que la aeronave sin calzos acelerara a 31 nudos (57 km/h) y chocara con un muro de deflexión de explosión de hormigón. La aeronave sufrió graves daños y nueve personas a bordo resultaron heridas, cuatro de ellas de gravedad. Los motores del ala derecha, cola e izquierda entraron en contacto con el suelo o la pared, dejando la parte delantera de la aeronave elevada varios metros y rompiendo la cabina.

#### A340-541 deEmirates Airlines(A6-ERG), 20 de marzo de 2009
El 20 de marzo de 2009, un A340-541 de Emirates Airlines comenzó la carrera de despegue en la pista 16 en el Aeropuerto Internacional de Melbourne-Tullamarine para un vuelo regular de pasajeros a Dubái. Llegado a la velocidad programada, la rotación no se produjo y en un segundo intento el morro se levantó demasiado y la cola del aparato entró en contacto con la pista, pero no consiguió despegar hasta que el comandante aplicó potencia máxima a los 4 motores y así el aparato despegó. Volvió a aterrizar con daños sustanciales en la cola, y en el despegue también se destruyeron elementos de iluminación y el ILS. Durante la revisión de los datos introducidos para el cálculo de los parámetros de despegue, la tripulación se dio cuenta de que el peso que se puso para dicho cálculo era 100 Tm inferior al real y, consecuentemente, se aplicó una potencia de motores y un velocidad de rotación erróneas. No hubo víctimas, ni heridos.

## Características técnicas

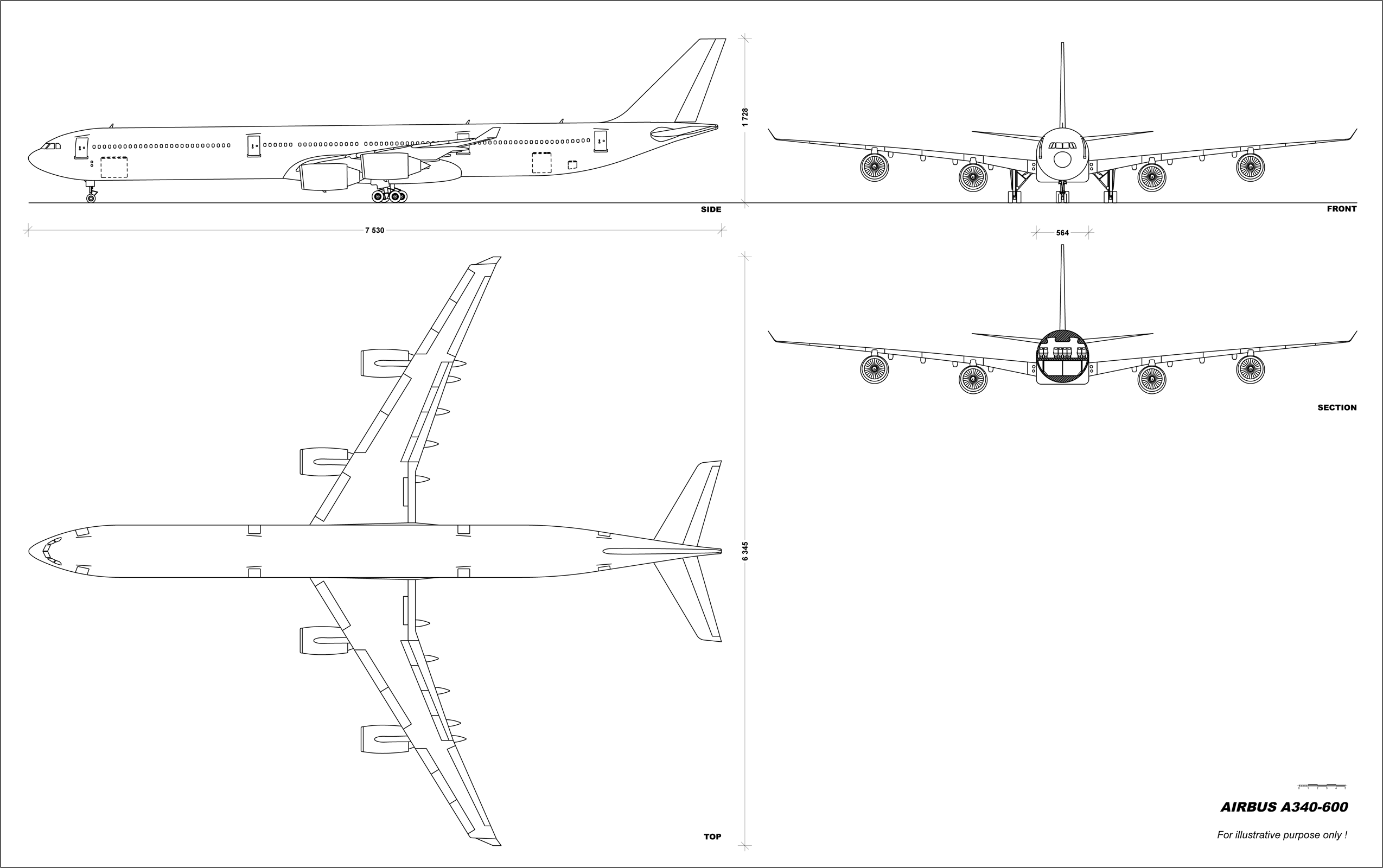
Geometría descriptiva del Airbus A340-600.

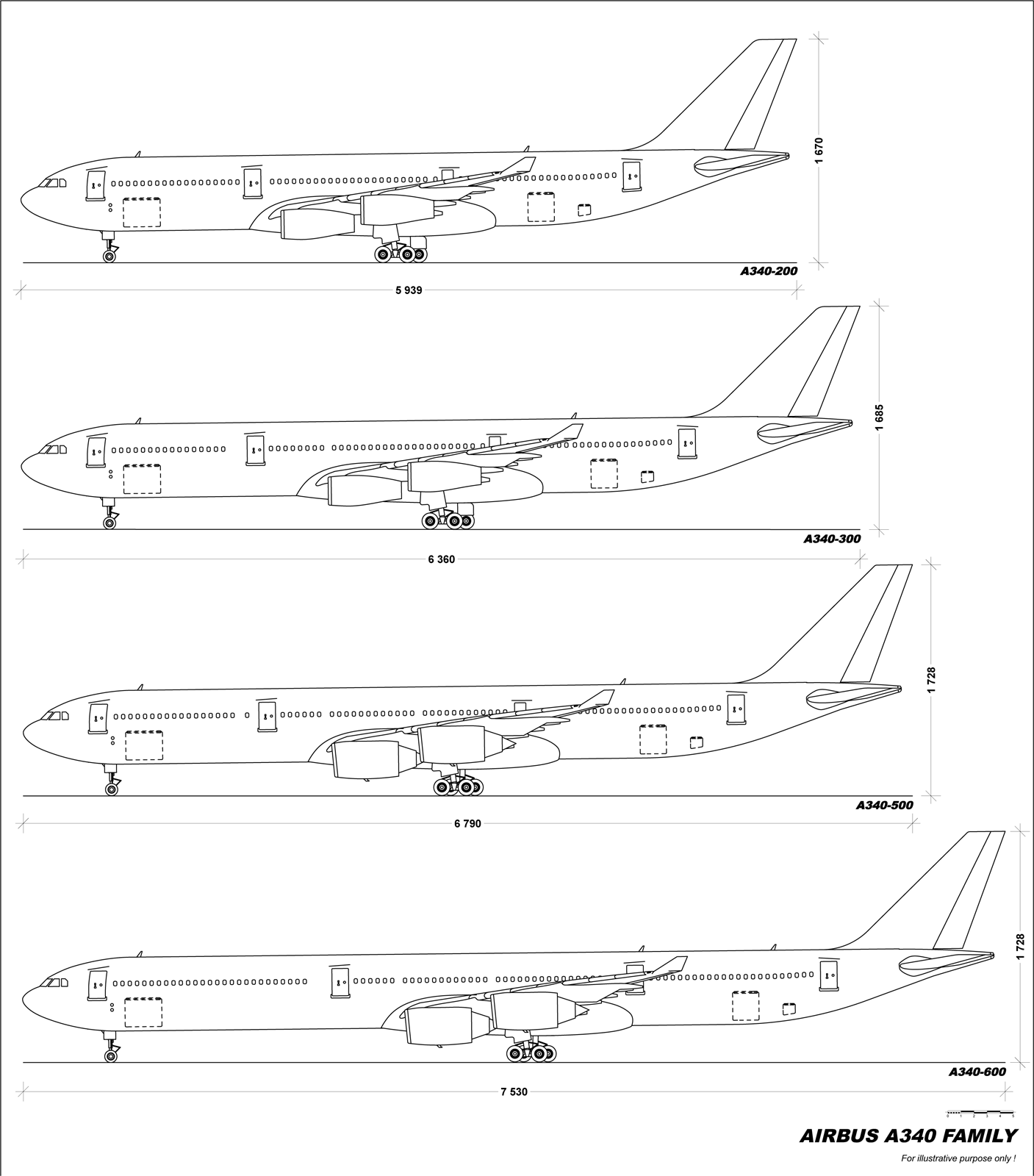
Comparativa geométrica de la familia de aviones Airbus A340.

| Medidas                                                                                         | A340-200                                                         | A340-300                                                                                | A340-500/-500HGW                       | A340-600/-600HGW                      |
| ----------------------------------------------------------------------------------------------- | ---------------------------------------------------------------- | --------------------------------------------------------------------------------------- | -------------------------------------- | ------------------------------------- |
| Tripulación                                                                                     | 2 pilotos y 8-12 auxiliares de vuelo                             | 2 pilotos y 8-12 auxiliares de vuelo                                                    | 2 pilotos y 10-15 auxiliares de Vuelo  | 2 pilotos y 10-15 auxiliares de Vuelo |
| Capacidad de pasajeros                                                                          | 261 (3 clases)                                                   | 295 (3 clases)                                                                          | 313 (3 clases)                         | 380 (en 3 clases) o 419 (en 2 clases) |
| Longitud                                                                                        | 59,40 m                                                          | 63,60 m                                                                                 | 67,90 m                                | 75,30 m                               |
| Envergadura                                                                                     | 60,30 m                                                          | 60,30 m                                                                                 | 63,45 m                                | 63,45 m                               |
| Superficie alar                                                                                 | 361,6 m ²                                                        | 361,6 m ²                                                                               | 439 m²                                 | 439 m²                                |
| Flecha del ala                                                                                  | 30°                                                              | 30°                                                                                     | 31,1°                                  | 31,1°                                 |
| Altura                                                                                          | 16,70 m                                                          | 16,85 m                                                                                 | 17,10 m                                | 17,30 m                               |
| Ancho de la cabina (de pasajeros)                                                               | 5,28 m                                                           | 5,28 m                                                                                  | 5,28 m                                 | 5,28 m                                |
| Ancho del fuselaje                                                                              | 5,64 m                                                           | 5,64 m                                                                                  | 5,64 m                                 | 5,64 m                                |
| Distancia entre el extremo anterior del tren de aterrizaje principal y el de la nariz/del morro | 23,24 m                                                          | 25,60 m                                                                                 | 27,59 m                                | 32,89 m                               |
| Peso vacío (típico)                                                                             | 129 000 kg                                                       | 129 275 kg                                                                              | 170 400 kg                             | 177 000 kg                            |
| Peso máximo de despegue                                                                         | 275 000 kg                                                       | 276 500 kg                                                                              | 372 000/380 000 kg                     | 368 000/380 000 kg                    |
| Velocidad de crucero                                                                            | Mach 0,82 (896 km/h, 484 nudos)                                  | Mach 0,82 (896 km/h, 484 nudos)                                                         | Mach 0,83 (907 km/h, 490 nudos)        | Mach 0,83 (907 km/h, 490 nudos)       |
| Carrera de despegue                                                                             | 2990 m                                                           | 3000 m                                                                                  | 3050 m                                 | 3100 m                                |
| Alcance con peso máximo                                                                         | 14 800 km (8000 nmi)                                             | 13 700 km (7400 nmi)                                                                    | 16 020/16 700 km (8650/9000 nmi)       | 14 360/14 630 km (7750/7900 nmi)      |
| Máxima capacidad de combustible                                                                 | 155 040 litros                                                   | 140 640 litros                                                                          | 214 810/222 000 litros                 | 195 880/204 500 litros                |
| Capacidad de carga                                                                              | 18 LD3 o 6 palés                                                 | 30 LD3 o 10 palés                                                                       | 32 LD3s u 11 palés                     | 42 LD3 o 14 palés                     |
| Techo de vuelo                                                                                  | 12 635 m (41 450 ft)                                             | 12 635 m (41 450 ft)                                                                    | 12 635 m (41 450 ft)                   | 12 635 m (41 450 ft)                  |
| Motores (4x)                                                                                    | CFM56-5C2 (138,78 kN CFM56-5C3 (144,57 kN) CFM56-5C4 (151,25 kN) | CFM56-5C2 (138,78 kN) CFM56-5C3 (144,57 kN) CFM56-5C4 (151,25 kN) CFM56-5C4P (149,9 kN) | Rolls-Royce Trent 553/556 (236/249 kN) | Trent 556/560 (249/260 kN)            |

Fuente: Especificaciones oficiales de Airbus para la familia A340: A340-200, A340-300, A340-500 y A340-600.

### Motores
| Modelo   | Fecha de certificación  | Motores                    |
| -------- | ----------------------- | -------------------------- |
| A340-211 | 22 de diciembre de 1992 | CFM 56-5C2                 |
| A340-212 | 14 de marzo de 1994     | CFM 56-5C3                 |
| A340-213 | 19 de diciembre de 1995 | CFM 56-5C4                 |
| A340-311 | 22 de diciembre de 1992 | CFM 56-5C2                 |
| A340-312 | 14 de marzo de 1994     | CFM 56-5C3                 |
| A340-313 | 16 de marzo de 1995     | CFM 56-5C4                 |
| A340-541 | 3 de diciembre de 2002  | RR Trent 553-61 / 553A2-61 |
| A340-542 | 15 de febrero de 2007   | RR Trent 556A2-61          |
| A340-642 | 21 de mayo de 2002      | RR Trent 556-61 / 556A2-61 |
| A340-643 | 11 de abril de 2006     | RR Trent 560A2-61          |

### Desarrollos relacionados
- Airbus A330

### Aeronaves similares
- Boeing 777
- Ilyushin Il-96
- McDonnell Douglas MD-11
- Airbus A350

### Secuencias de designación
- Aviones civiles de Airbus: A220 · A300 · A310 · A318 · A319 · A320 · A321 · A330 · A330-700L · A340 · A350 · A380